# Matthias Haeder
Matthias Haeder (* 23. Februar 1989) ist ein ehemaliger deutscher Fußballspieler und jetziger -trainer.

## Karriere
Matthias Haeder begann seine fußballerische Laufbahn beim TuS Volmerdingsen in Bad Oeynhausen, bevor er in die U-14 von Arminia Bielefeld wechselte. Er durchlief dort alle Jugendmannschaften. In der ewigen Torschützenliste der A-Junioren-Bundesliga belegt er mit 33 Toren in 61 Spielen Platz 21.
Am 12. und 15. Mai 2007 absolvierte er unter Trainer Horst Hrubesch zwei Spiele für die deutsche U-18 Nationalmannschaft bei Freundschaftsspielen gegen Japan und Rumänien. Hinzu kommt ein Einsatz am 19. Mai 2009 für die deutsche U-20 Nationalmannschaft beim Testspiel gegen Italien.
2008 rückte Haeder in die zweite Mannschaft der Arminia auf, die seinerzeit in der NRW-Liga spielte. Mit Arminia II wurde er in der Saison 2009/10 Vizemeister der NRW-Liga hinter dem SC Wiedenbrück 2000 und stieg in die Regionalliga West auf. Nachdem Haeder vorübergehend vereinslos war wechselte er im November 2010 zum Regionalligisten SC Verl.
Nach zehn Jahren Regionalliga mit dem SC Verl gelang 2020 nach erfolgreicher Relegation gegen den 1. FC Lokomotive Leipzig der Aufstieg in die 3. Liga. Dort hatte Haeder sein Profidebüt am 20. November 2020 im Spiel beim MSV Duisburg, wo er in der 81. Minute für Aygün Yıldırım eingewechselt wurde und das seine Mannschaft mit 4:0 gewann. Insgesamt erhielt Haeder aber nur wenig Einsatzzeiten.
Am Ende der Saison 2020/21 wechselte Haeder nach elf Jahren in Verl zum FC Gütersloh in die Oberliga Westfalen und unterschrieb einen Zweijahresvertrag.

## Auszeichnungen
Matthias Haeder wurde im Frühjahr 2024 in die Jahrhundertelf des SC Verl gewählt.